# Csaba Balogh
Csaba Balogh (* 10. März 1987 in Budapest) ist ein ungarischer Schach-Großmeister.

## Einzelturniere
Csaba Balogh fing mit neun Jahren an Schach zu spielen. Im April 2002 bekam er den Titel eines Internationalen Meisters, im Juli 2004 wurde er Großmeister. Er gewann 2003 die Jugendeuropameisterschaft U16 in Budva. Beim Schach-Weltpokal 2005 in Chanty-Mansijsk hat Balogh den starken Sergei Karjakin besiegt, dann verlor er gegen Oleksandr Areschtschenko. Im März 2008 gewann er nach Wertung ein stark besetztes Turnier in Hévíz vor den punktgleichen Arkadij Naiditsch, Liviu-Dieter Nisipeanu und Zoltán Almási. Obwohl er mit der niedrigsten Elo-Zahl in das Turnier gegangen war, blieb er als einziger Spieler ungeschlagen.

## Mannschaftsschach

### Nationalmannschaft
Nachdem Balogh 2003 mit ungarischen Nachwuchsmannschaften erfolgreich war (er gewann sowohl die Mannschaftseuropameisterschaft U18 in Balatonlelle als auch die Mannschaftsweltmeisterschaft U16 in Denizli), gehört er seit 2005 zum Stamm der ungarischen Nationalmannschaft. Er hat seitdem an allen sechs Schacholympiaden von 2006 bis 2016 (wobei er 2014 sowohl mit der Mannschaft als auch in der Einzelwertung am zweiten Brett den zweiten Platz erreichte), den Mannschaftsweltmeisterschaften 2011 und 2015 und allen sechs Mannschaftseuropameisterschaften von 2005 bis 2015 teilgenommen, wobei er 2011 und 2015 mit der Mannschaft den dritten Platz erreichte, 2005 das zweitbeste Einzelergebnis der Reservespieler, 2013 am zweiten Brett und 2015 am Reservebrett jeweils das drittbeste Einzelergebnis erspielte.

### Vereine
Balogh spielte in der deutschen Schachbundesliga von 2006 bis 2015 für den Schachclub Eppingen. Nachdem sich der SC Eppingen 2015 aus der 1. Bundesliga zurückzog, wechselte er zur SV 1930 Hockenheim. In der österreichischen 1. Bundesliga spielte er von 2003 bis 2006 für den SK Sparkasse Fürstenfeld, mit dem er auch 2004 am European Club Cup teilnahm, von 2007 bis 2013 für den SK Advisory Invest Baden, mit dem er 2008 und 2012 Mannschaftsmeister wurde sowie am European Club Cup 2008 teilnahm, wobei er das drittbeste Einzelergebnis am zweiten Brett erreichte und in der Saison 2019/20 für die Spielgemeinschaft Fürstenfeld/Hartberg. In Ungarn spielte er bis 2005 für Honvéd Budapest, seitdem für den Aquaprofit Nagykanizsai Tungsram Sakk-Klub, mit dem er 2007, 2009, 2010, 2011, 2012, 2013, 2014, 2015, 2016, 2017, 2018, 2019 und 2020 ungarischer Mannschaftsmeister wurde. Die niederländische Meesterklasse gewann er 2016 mit En Passant Bunschoten-Spakenburg, in Bosnien und Herzegowina spielte er für den ŠK SLAVIJA Istočno Sarajevo, in Rumänien für Dinamo București, in Polen für Polonia Votum Wrocław und in China für Wuxi und Hebei. In der tschechischen Extraliga spielte Balogh in der Saison 2016/17 für den ŠK Rapid Pardubice und in der Saison 2017/18 für Moravská Slavia Brno, in der slowakischen Extraliga seit 2016 für den ŠK Modra. In der belgischen Interclubs spielte er in der Saison 2017/18 für den TSM Schaakklub aus Mechelen, in der französischen Top 12 spielt er seit 2018 für Metz Fischer. Die Schweizer Bundesliga gewann Balogh in der Saison 2018/19 mit dem SC Gonzen.